# Distansescharella seguenzai
Distansescharella seguenzai är en mossdjursart som beskrevs av Cipolla 1921. Distansescharella seguenzai ingår i släktet Distansescharella och familjen Cribrilinidae. Inga underarter finns listade i Catalogue of Life.